# 菲律宾联盟
菲律宾联盟（西班牙文：La Liga Filipina，英文：The Philippine League），又译菲律宾同盟会，是菲律宾独立运动的主导组织之一，主张非暴力、自决行政，由菲律宾民族英雄黎刹于1892年6月在马尼拉创建，因黎刹被杀而解散。

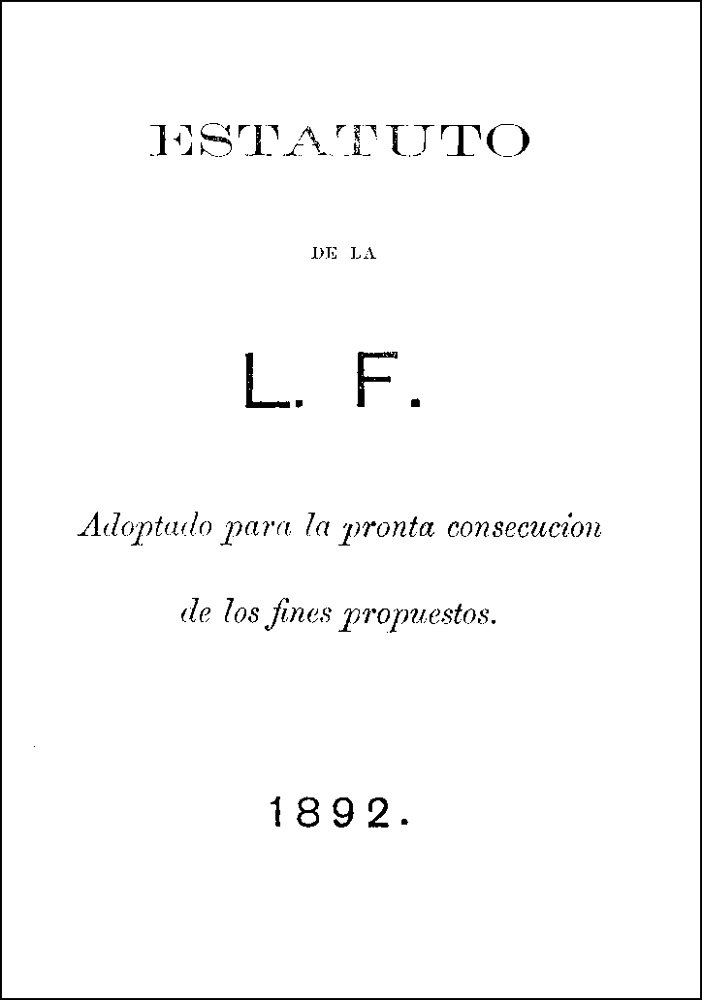
社团章程封面

## 历史及发展
1892年6月，黎刹会同多人在马尼拉湯都區Ilaya街上的Doroteo Ongjunco屋中开会，决定将菲律宾「宣传运动」组织（英文：Propaganda Movement，他加禄语：Kilusang Propaganda）及《团结双周报》（他加禄语：La Solidaridad，英语：The Solidarity）报社合并爲菲律宾同盟会，并与共济会保持密切关系。7月3日正式成立。
尽管该社团是一个倡导国民互助、非暴力改革，以奖金鼓励工农商发展，鼓励改革研究的温和社团，但西班牙当局仍将此视为眼中钉，在7月6日将黎刹逮捕，翌日流放他至荒芜的棉蘭老島達皮丹小镇（Dapitan, Mindanao）。黎刹遭捕引起革命派的不满，与黎刹岁数相当的革命派滂尼发秀在黎刹被流放的当夜就祕密结社卡蒂普南（Katipunan），誓以暴力革命爭取獨立。
1896年8月26日，卡蒂普南（Katipunan）起事，当局认为黎刹与此有关，将其抓捕，软禁在马尼拉圣地亚哥堡，并于12月将其处决。社团宣告解体。